# Treaty Room

Plan du second étage, avec la Treaty Room en bas à droite, à côté de la Yellow Oval Room.

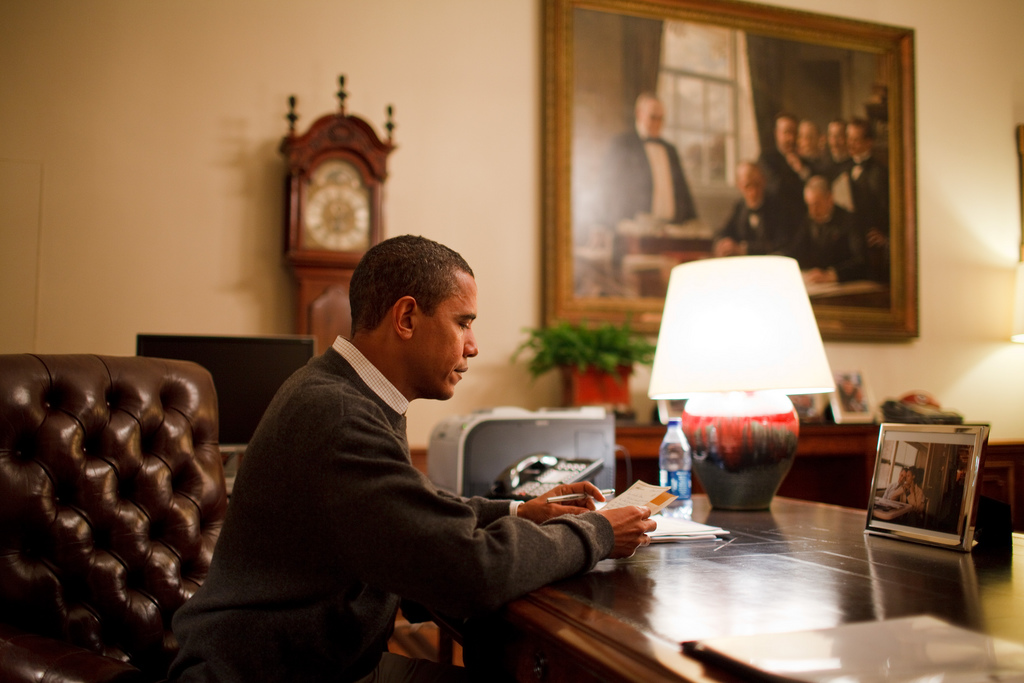
Barack Obama lisant une lettre d'un citoyen américain dans la Treaty Room.

La Treaty Room (« salle ou salon du Traité ») est une pièce du second étage de la Résidence Executive, le corps central de la Maison-Blanche. La pièce fait partie des appartements privés de la famille présidentielle. Elle sert en général de bureau privé pour le président. Donnant sur la façade sud, elle se trouve entre la Yellow Oval Room et la Lincoln Bedroom, avec une ouverture sur le balcon Truman.
Avant la construction de l'aile Ouest en 1902, les bureaux présidentiels se trouvaient dans la partie Est de cet étage. La salle des Traités était utilisée comme un salon d'attente, la salle de réunion du Cabinet ou le bureau du président. Le président Andrew Johnson (1865-1869) l'utilisa pour les réunions de son cabinet. Ulysses S. Grant (1869-1877) poursuivit cet usage et acquis une grande table dans un style Renaissance Revival pour les réunions. La table restera dans la pièce de nombreuses années. Le président William McKinley (1897-1901) y supervisera la signature du traité de paix avec l'Espagne qui mettait fin à la guerre hispano-américaine le 12 août 1898. 
Durant l'administration de Theodore Roosevelt (1901-1909), la pièce fut largement allégée lors du réaménagement de la Maison Blanche dirigé par Charles Follen McKim qui suivit la construction de l'aile Ouest. La décoration victorienne fut retirée et le bois du plancher rendu apparent. Des étagères basses pour livres furent construites et la pièce commença à être utilisée comme bureau privé par le président. 
Sous l'administration d'Herbert Hoover, la pièce fut utilisée comme salon particulier et était appelée la Monroe Room. La table de James Monroe, de style empire français fut installée dans la pièce ainsi qu'une copie du bureau sur lequel il avait rédigé ce qui allait être connue comme la doctrine Monroe. Des efforts complémentaires furent faits sous l'administration de Franklin D. Roosevelt (1933-1945) pour réaménagée la pièce un peu comme elle avait pu être aux débuts de la Maison Blanche. Suivant la reconstruction de Truman (1948-1952), la pièce fut remeublée par le département de décoration intérieure du magasin new yorkais de B. Altman. Presque tous les meubles sont contemporains, généralement dans un style traditionnel. 
Sous l'administration de John F. Kennedy (1961-1963), Jacqueline Kennedy travailla avec Stéphane Boudin de la maison de Jansen pour créer une pièce qui représenterait une partie de l'histoire victorienne du bâtiment de la Maison Blanche. Une palette de verts profonds et de bordeaux fut adoptée. La table de Grant revint dans la pièce avec un chandelier à gaz électrifié auparavant situé dans l'East Room. Les murs récréaient le traitement du milieu du XIXe siècle avec du papier décoratif aux formes ornementales basé sur le papier-peint de la pièce où Abraham Lincoln, blessé, fut amené et mourut, dans la maison en face du théâtre Ford. Un grand miroir doré de style Rococo revival au-dessus de la cheminée, avec un American shield, qui avait été auparavant suspendu dans la Green Room fut installée. Le tableau de Theobald Chartran Signature du protocole de paix entre l'Espagne et les États-Unis, 12 août 1898 fut accroché dans la pièce avec des copies de différents traités signés à la Maison-Blanche. Jacqueline Kennedy renommera la pièce Treaty Room. Les draperies étaient basés sur la décoration à l'ère Lincoln. Le président Kennedy signa le traité interdisant les tests nucléaires dans la pièce en 1963. La décoration de Boudin survécut jusqu'à l'administration de George H.W. Bush (1989-1993) qui fit repeindre la pièce dans un vert clair et installer de nouveaux rideaux avec simples imprimés chintz. Il fit également installé le Resolute desk, préférant utiliser un autre bureau dans le bureau ovale. 
Sous l'administration de Bill Clinton (1993-2001), le designer d'intérieur Kaki Hockersmith remeubla la pièce avec un mélange de style fin American Empire (en) et victorien. Les murs furent couverts dans une imitation cuir dans un bordeaux profond et un chandelier doré avec aigle américain, l'un des nombreux achats de l'administration de Theodore Roosevelt pour la résidence et la nouvelle aile Ouest, fut suspendu. Le Resolute desk retourna dans le bureau ovale (qu'il n'a plus quitté depuis).
Le président George W. Bush (2001-2009) travailla avec l'architecte d'intérieur Ken Blasingame qui fit peindre les murs en blanc cassé, remplaçant les draperies de l'ère Clinton par de simples panneaux de velours vert olive suspendus à des tringles en bois et remplaça le chandelier de style Empire avec un gazolier électrifié de cristal de style victorien.
Le bureau servait de bureau privé de Barack Obama.